# Voyage au bout du monde
Pour plus de détails, voir Fiche technique et Distribution.
Voyage au bout du monde est un documentaire sur la nature français réalisé par Jacques-Yves Cousteau, Philippe Cousteau et Marshall Flaum et sorti en salles en 1976.
Le film retrace une expédition de quatre mois dans l'Antarctique entre la fin de l'année 1972 et le début de 1973. C'est le troisième et dernier long métrage de Jacques-Yves Cousteau, les deux premiers ayant été Le Monde du silence (1956) et Le Monde sans soleil (1964). À la différence de ces deux films, qui furent pour l'essentiel uniquement narrés par la voix off de Jacques-Yves Cousteau, la voix off de Voyage au bout du monde alterne entre celle de Jacques-Yves et celle de son fils, Philippe Cousteau.

## Synopsis
En décembre 1972 la Cousteau Society entame une expédition de quatre mois sur l'Antarctique. L'expédition compte sur la collaboration du Musée océanographique de Monaco et du Muséum d'histoire naturelle de La Rochelle, ce dernier étant représenté sur place par son directeur, le professeur Raymond Duguy (1927 - 2012).
Les plongeurs et les scientifiques de l'expédition observent la faune et les glaciers du sixième continent. Les prises de vue sont obtenues à bord du navire de l'expédition, la Calypso, mais aussi à terre (par exemple à l'île de la Déception), sur la banquise ou de l'air, grâce à une montgolfière et un hélicoptère. Voyage au bout du monde a été le premier film à montrer des images subaquatiques tournées en scaphandre autonome à l'intérieur d'icebergs ou de glaciers. Il a été aussi le premier film à montrer des images tournées à grande profondeur en Antarctique, notamment grâce à la soucoupe plongeante SP-350 Denise.
Le 29 décembre 1972 le paléontologue Michel Laval, second capitaine de la Calypso, décéda sur l'île de la Déception lors d'un accident : il fut frappé par l'hélice de queue de l'hélicoptère de l'expédition.

## Fiche technique
- Titre : Voyage au bout du monde (en anglais : Voyage to the Edge of the World)
- Réalisation : Jacques-Yves Cousteau, Philippe Cousteau et Marshall Flaum
- Pays d'origine : France
- Scénario : Jacques-Yves Cousteau et Philippe Cousteau
- Musique : pièces de Maurice Ravel, dirigées par Serge Baudo
- Montage, image et son : Hedwige Bienvenu
- Prises de son : Guy Jouas
- Ingénieurs son : Paul bertault et Pierre Vuillemin
- Production : Les Requins associés
- Directeur des opérations : Albert Falco
- Chef opérateur : Colin Mounier
- Images sous-marines : Philippe Cousteau
- Format : 35 mm - couleur[2]
- Genre : documentaire
- Durée : 93 minutes
- Dates de sortie :
  - États-Unis : 1er septembre 1976
  - France : 17 novembre 1976
- Affiche : Vanni Tealdi (France)

## Anecdotes
La tâche pour la composition de la musique du court-métrage avait été confiée originellement à François De Roubaix. Après réalisation de la bande sonore, Cousteau la jugera trop avant-gardiste et la refusera.
Après cela, De Roubaix mettra cette bande de côté par déception et tristesse vu que le monde sous-marin entre autres l'avait poussé à se donner au maximum pour la réaliser. Un extrait sera utilisé pour le court-métrage documentaire Cristaux Liquides de Jean Painlevé en 1978 qui dira « J'avais demandé au musicien François de Roubaix d'écrire une musique qui lui plairait sur laquelle je mettrais ultérieurement des images. Son père me remit la cassette où François avait enregistré une musique qui ne m'inspira rien du tout. Puis un jour, ce fut l'éclair : les cristaux liquides, dernière mouture d'Yves Bouligand avec qui j'avais tourné sur ce sujet des kilomètres de film, de la première à la dernière image, sans montage, la correspondance éclata... Coïncidence cosmique ».
Cette bande intégrale sera éditée en 750 exemplaires par WeMe Records sur un album double vinyle : L'Antarctique Et Autres Séances Electroniques Rue De Courcelles en 2009.